# Cypr na Letnich Igrzyskach Olimpijskich 2004
Cypr na  XXVIII Letnich Igrzyskach Olimpijskich w Atenach  reprezentowało 20 sportowców (13 mężczyzn, 7 kobiet). Nie zdobyli oni żadnego medalu. Kraj wysłał na letnie igrzyska olimpijskie swoich sportowców po raz siódmy.

## Reprezentanci
Strzelectwo
- rzutki – skeet mężczyzn: Jeorjos Achileos – 8. miejsce, Andonis Nikolaidis – 21. miejsce

  Pływanie
- 100m stylem dowolnym mężczyzn: Alexandros Aresti – 38. miejsce
- 200m stylem dowolnym mężczyzn: Alexandros Aresti – 44. miejsce
- 200m stylem zmiennym mężczyzn: Giorgos Dimitradis – 48. miejsce
- 100m stylem klasycznym mężczyzn: Kyriakos Dimosthenous – 46. miejsce
- 100m stylem motylkowym kobiet: Maria Papadopulu – 29. miejsce
- 50m stylem dowolnym mężczyzn: Khrysanthos Papakhrysanthou – 45. miejsce

  Lekkoatletyka
- skok o tyczce kobiet: Ana Fitidu – 24. miejsce
- 200m kobiet: Marilia Grigoriou – odpadła w ćwierćfinałach
- skok wzwyż mężczyzn: Kiriakos Joanu – 18. miejsce
- 100m mężczyzn: Prodromos Katsandonis – odpadł w 1. rundzie
- 200m mężczyzn: Aninos Markulidis – odpadł w 1. rundzie
- 400m kobiet: Andri Sialou – odpadła w półfinałach
- rzut młotem kobiet: Eleni Teloni – odpadła w kwalifikacjach

  Żeglarstwo
- windsurfing mężczyzn: Andreas Kariolu – 13. miejsce
- windsurfing kobiet: Giavriella Khatzidamianou – 21. miejsce
- Laser mężczyzn: Charis Papadopulos – 28. miejsce

  Judo
- do 73kg mężczyzn: Khristodoulos Khristodoulidis – odpadł w 2. rundzie

  Tenis
- singel mężczyzn: Markos Pagdatis – 17. miejsce

  Kolarstwo
- kolarstwo górskie kobiet: Elina Sofokleous – 24. miejsce